# رأس التراب

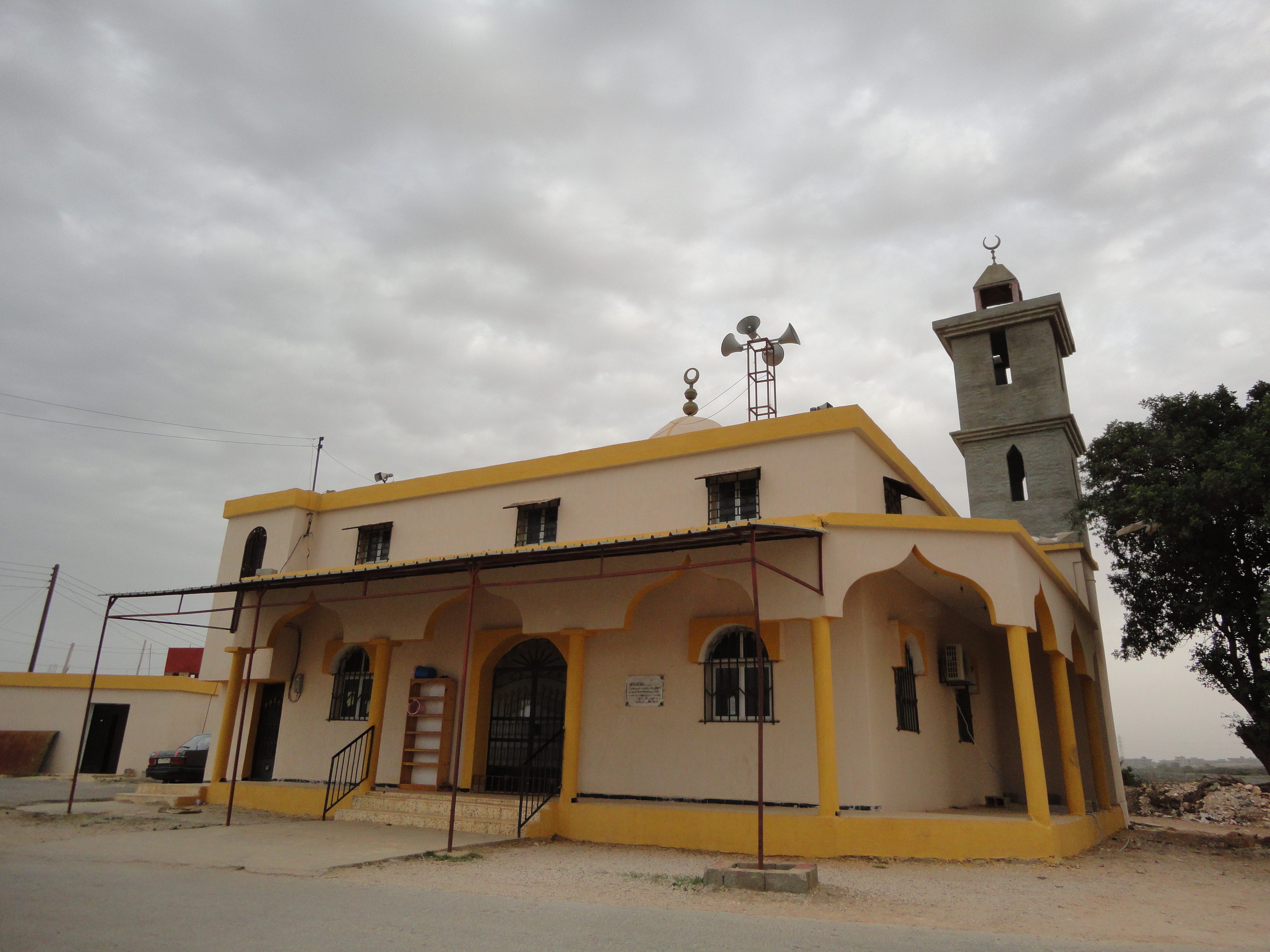
مسجد رأس التراب بمدينة البيضاء في عام 2010

راس التراب تقع غرب وردامة بمدينة البيضاء في ليبيا، يوجد براس التراب مقر راديو ليبيا الحرة.